# Escudo de la provincia de Santiago del Estero

Escudo oficial de la provincia de Santiago del Estero, definido por el anexo del art. 233 de la constitución provincial sancionada en 2005.

El Escudo de la provincia de Santiago del Estero es una imagen en forma de escudo normando, que tiene como figura central un símbolo que superpone la estrella federal, el Sol de Mayo  característicos de la simbología de Argentina y la cruz-espada de Santiago Apóstol. El escudo está diseñado sobre un concepto básico: la autonomía de la provincia como estado federal.
La provincia de Santiago del Estero adoptó diversos escudos a lo largo de su historia. Su diseño está establecido en el art. 233 y su nexo de la Constitución provincial sancionada en 2005.

## Historia
La provincia de Santiago del Estero obtuvo declaró su propia autonomía el 27 de abril de 1820 ese al separarse de la efímera República de Tucumán. 
Luego de usar como sello el Escudo de Armas del Rey de España durante la colonia, desde 1813 comenzó a utilizar el escudo argentino, establecido ese año por la Asamblea del Año XIII, con diferentes variaciones que se fueron sucediendo en las décadas siguientes. En 1879 la provincia reemplazó el óvalo característico del escudo argentino por un broquel de estilo normando, al que en 1914 se le agregaron cisuras y espiras en su parte superior.
Las repetidas variaciones que se le realizaban al escudo llevó a la legislatura provincial a aprobar en 1915 la Ley 551, estableciendo formalmente el escudo oficial de la provincia. El diseño se caracterizó por adoptar el broquel normando y excluir el sol, instalando como figura excluyente al gorro de la libertad, sostenido por un pica sujeta por dos brazos vestidos.
En 1985 la legislatura provincial creó la bandera de la provincia, por Ley N° 5.535, modificada por Ley N° 5.598. La bandera incluyó en su centro una imagen simbólica de Santiago del Estero, compuesta por un sol amarillo con una cruz roja en su interior. El símbolo fue creado con el fin de "representar las raíces indoamericanas" por medio de "un sol radiante incaico, color oro" y "la ascendencia hispana y el fervor cristiano" con la "cruz latina representada por la espada encarnada de Santiago Apóstol".

Escudo utilizado hasta el año 2005.

En 2005 Santiago del Estero aprobó varias reformas a su Constitución, incluyendo en el art. 233 un nuevo escudo definido en un anexo incluido en el texto constitucional.

El escudo que simboliza la autonomía de este Estado Federal tiene forma y atributos que se
expresan:
El broquel estilo normando con los ángulos diestros y siniestros levantados en forma de
espiras hacia adentro todo con filete de oro en bordura; el campo del escudo está dividido
en tres cuarteles horizontales:
A) El jefe, es azul celeste
B) El centro, es blanco,
C) La punta azul celeste, simbolizando en su conjunto los colores patrios.
En el corazón del campo central, se adosará en forma cargada o superpuesta, una estrella federal de gules de ocho (8) puntas, que simboliza el federalismo argentino, sobre ella el sol Indígena y la cruz de Santiago Apóstol, patrono de la provincia tomado de manera idéntica a su inserción en la bandera oficial de la provincia y con igual significado. En el cuartel inferior o punta, dos ríos caudales en líneas ondeadas color plata, que representan a los ríos Dulce y Salado, que cruzan el territorio provincial, regándolo y brindándole vida, riqueza y fertilidad. Por ordenamiento exterior un ramo de planta de algodón con capullo en la diestra, y un ramo de quebracho colorado florido en la siniestra, formando una corona abierta en sinople y unidos debajo de la punta por un moño rojo punzó con flecos de oro que simboliza la divisa federal y la Banda de Gobernador que portaba el padre de la autonomía provincial, Brigadier General Don Juan Felipe Ibarra; estos ramos simbolizan la flora autóctona y la principal actividad productiva, fruto del trabajo y el esfuerzo del agricultor.
Anexo al art 233, Constitución de la provincia de Santiago del Estero.

## Simbología heráldica
Las imágenes centrales del escudo son la estrella de ocho puntas, el sol, la espada-cruz y dos líneas onduladas.
La estrella de ocho puntas es la estrella federal, en color rojo punzó, correspondiente al Partido Federal, fundamento de la autonomía de Santiago del Estero. El sol, es el Sol de Mayo, símbolo de las raíces indígenas de la provincia, en la que el  quichua es aún una de las lenguas de habla cotidiana en algunos departamentos rurales. El sol también es un vínculo con la simbología nacional de Argentina; fue incluido en el escudo nacional por el platero cuzqueño Juan de Dios Rivera. Francisco Bilbao dice que Rivera "cambió la corona real por el sol, emblema de los incas". Simboliza la independencia, las raíces indígenas y la identidad americana.
La espada-cruz que se encuentra en el centro, es la espada-cruz de Santiago Apóstol, patrono de la provincia de quien toma el nombre. Simboliza las raíces hispanas y cristianas de la cultura provincial. Las dos líneas onduladas representan los dos ríos que atraviesan el territorio provincial, el río Dulce y el río Salado.
El fondo del broquel normando lleva los colores de la bandera argentina  para simbolizar la nación a la que pertenece Santiago del Estero.
El escudo concluye con los dos ramos enlazados que enmarcan el escudo propiamente dicho. La rama de la derecha es de algodón, cultivo tradicional de la provincia, mientras que la rama de la izquierda es de quebracho colorado, árbol de madera muy dura e imputrescible que caracterizó los bosques de la provincia, diezmados por una explotación irracional. Ambos ramos están sujetos por una cinta roja con vivos dorados, símbolo federal  que recrea la banda de gobernador que utilizó Juan Felipe Ibarra, considerado el padre de la autonomía santiagueña.